# Piotr Nerlewski
Piotr Nerlewski (ur. 27 stycznia 1989 w Warszawie) – polski aktor teatralny i filmowy.

## Życiorys
W 2016 ukończył Państwową Wyższą Szkołę Teatralną im. Ludwika Solskiego w Krakowie.
Zadebiutował na ekranie w 2012, grając Fabiana w serialu telewizji Polsat Pierwsza miłość. Zagrał jedną z głównych ról w filmie Jack Strong z 2014. W latach 2015–2017 i 2019 wcielał się w postać Franka w serialu TVP2 M jak miłość.
W latach 2015–2017 był aktorem Teatru Polskiego we Wrocławiu.

## Filmografia
- 2012-2014: Pierwsza miłość (serial telewizyjny) – Fabian Jasiński
- 2014: Prawo Agaty – Adam, wnuk Kossakowskiego (odc. 76)
- 2014: Nocna zmiana (etiuda szkolna) – barman
- 2014: Jack Strong – Bogdan Kukliński
- 2015: Stypa (film) – gość na pogrzebie
- 2015: Nie rób scen – podejrzany (odc. 3)
- 2015-2017, 2019: M jak Miłość – leśnik Franek Zarzycki
- 2016: Na noże – dj Damian (odc. 7-8, 12)
- 2016: Gówno pod teatrem – dresiarz
- 2017-2019: Za marzenia – Bartek Sokół
- 2019: W rytmie serca – Aleksander Zborowski (odc. 42, 44, 46-47, 49-50)
- 2019: The Occupation – Grisza, kochanek Natalii
- 2019: Echo serca – strażak Artur Wujec (odc. 2)
- 2020-2021: Zakochani po uszy – stomatolog Radosław Bielski
- 2019-2021: Zainwestuj w marzenia – Bartek Sokół
- 2020: Hallo syrena czyli premiera się odbędzie – asystent reżysera
- 2020: Co robimy w zamknięciu – Paweł, przyjaciel Julka (odc. 4, 8-9)
- 2021-2022: Wojenne dziewczyny – Zyga
- 2021: Noc za dnia (etiuda szkolna) – Jan
- 2022: Ochota (etiuda szkolna) - ćpun
- 2023: Polowanie na ćmy - Marcel (odc. 1-7)
- 2023: Komisarz Alex - doktor Witek Łobadzki (odc. 244)
- 2023: Poskromnienie złośnicy II czyli wiele hałasu o nic - Kacper
- 2024: Zabij mnie, kochanie - barman z okolicznej knajpy
- 2024: Ojciec Mateusz - operator
- 2025: Szpital św. Anny - lekarz Tomek Jaworski

## Role teatralne
- 2015: Media Medea (reż. Marcin Liber) jako Jazon
- 2015: Śmierć i dziewczyna (reż. Ewelina Marciniak) jako Krytyk
- 2017: Portret trumienny (reż. Michał Kmiecik) jako Aleksander Krzyszowski (gościnnie w Teatrze Polskim w Poznaniu)
- 2018: Odys (reż. Ewelina Marciniak) jako Laertes, ojciec Odysa (gościnnie w Teatrze Polskim w Poznaniu)
- 2019: Nogi Syreny (reż. Joanna Drozda), (gościnnie w Teatrze Syrena)
- 2019: Michaś (reż. Mike Urbaniak) jako profesor Michał Głowiński
- 2019: Extravaganza o homofilii (reż. Joanna Drozda), (Teatr Polski w Poznaniu)
- 2019: Historia przemocy (reż. Ewelina Marciniak) jako Édouard Louis (gościnnie w Teatrze im. Aleksandra Fredry w Gnieźnie)

## Nagrody
- 2015: Nagroda specjalna „Dla aktorów, których chcielibyśmy oglądać na ekranie telewizyjnym i filmowym” za rolę Killera w spektaklu dyplomowym Amok. Pani Koma zbliża się! w reż. Marcina Libera na XXXIII Festiwalu Szkół Teatralnych w Łodzi.